# Ichirō Fujiyama
Ichirō Fujiyama (藤山一郎, Fujiyama Ichirō), de son vrai nom Takeo Masunaga (増永 丈夫, Masunaga Takeo), né le 8 avril 1911 dans le quartier Nihonbashi à Tokyo et décédé le 21 août 1993, était un chanteur, compositeur et chef d'orchestre japonais. Interprète de nombreux titres à succès dans les années 1930 et 1940, tels que Tokyo Rhapsody (東京ラプソディ), Aoi-sanmyaku (青い山脈) ou encore Nagasaki no kane (長崎の鐘), il était particulièrement reconnu par ses contemporains pour le ton juste de sa voix. Il interprétait, selon des critiques de son époque, du « chant avec un grand C » (楷書の歌, Kaisho no uta). Enfin, il est le premier non-sportif à recevoir de son vivant le prix d'honneur de la Nation.

## Discographie
- Camp Kouta (キャンプ小唄, Pettite chanson du camp?) : 1931

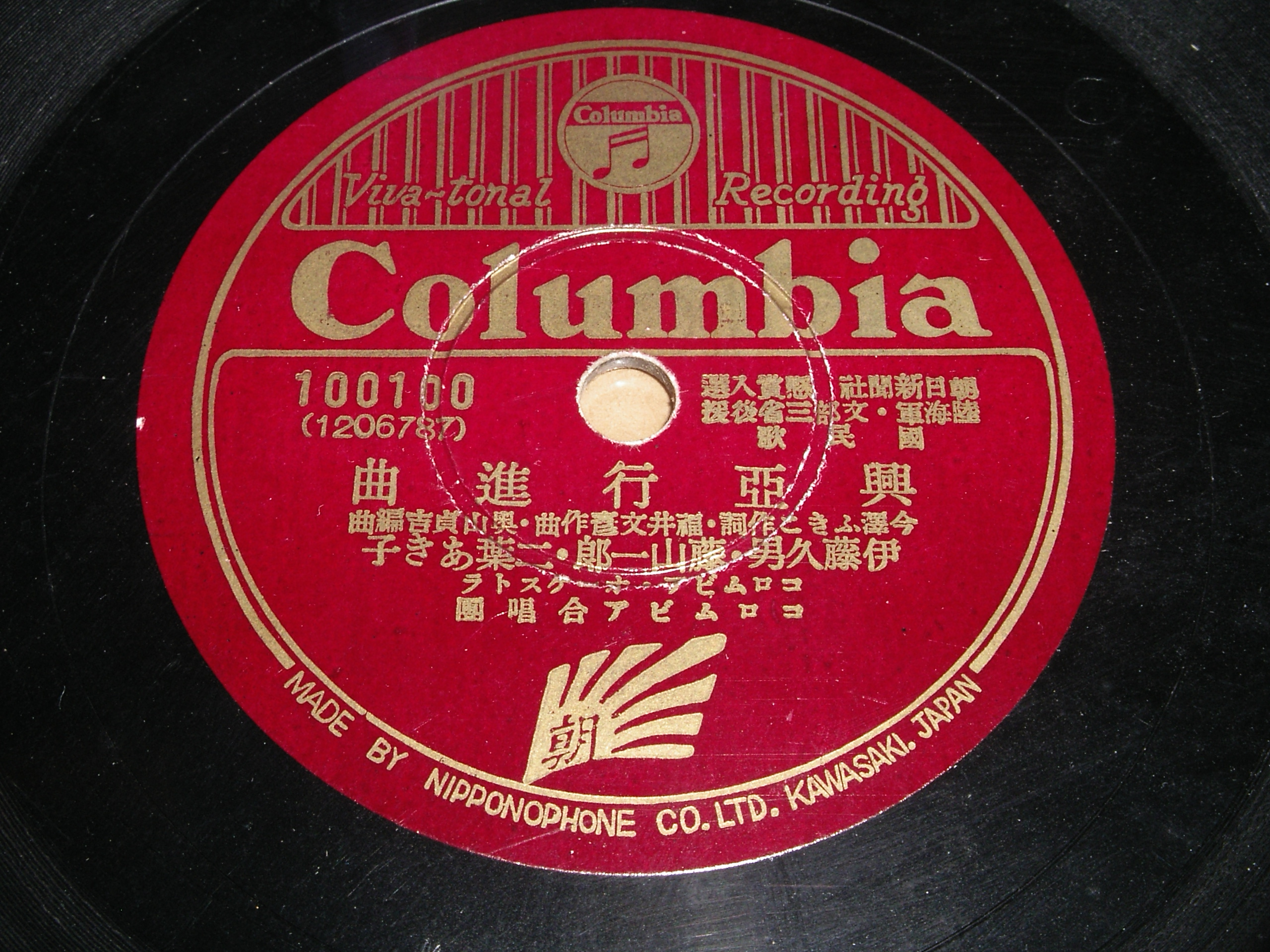
Étiquette du disque de la chanson guerrière Kōa Kōshinkyoku, chantée par Fujiyama, Akiko Futaba et Hisao Ito

- Sake wa Namida ka Tameiki ka (酒は涙か溜息か, Is Sake Tears or Sighs??) : 1931
- Oka o Koe te (丘を越えて, Au-delà de la colline?) : 1931
- Kage o Shitaite (影を慕いて, Longing for the Shadow?, Reprise de la chanson de Chiyako Sato) : 1932
- Boku no Seishun (僕の青春, Mon adolescence?) : 1933
- Moeru Gojinka (燃える御神火, Burning Hallowed Fire?) : 1933
- Cheerio! : 1934
- Aoi Tsuki (蒼い月, Blue Moon?, Reprise de Pale Moon) : 1934
- Koi no Hanataba (恋の花束, Love Flower Bouquet?, Reprise de Je baise votre main, Madame) : 1935
- Tokyo Rhapsodie (東京ラプソディー?) : 1936
- Aikoku Kōsin Kyoku (愛国行進曲, La marche patriotique?) : 1937
- Shanghai Yakyoku (上海夜曲, Musique de nuit de Shanghai?) : 1939
- Natsukashi no Bolero (懐かしのボレロ, Good Old Bolero?) : 1939
- Natsukashi no Utagoe (なつかしの歌声, Good Old Singing Voice?) : 1940
- Kigen Nisenroppyakunen (紀元二千六百年?, The People's Grand Festival in 1940, Dieu bénisse le 2600e anniversaire de l'empereur Jinmu)
- Sora no Yūshi (空の勇士, Guerrier dans le ciel?, Bataille de Halhin Gol) : 1940
- Moyuru ōzora (燃ゆる大空, Grand ciel en feu?, Service aérien de l'Armée impériale japonaise) : 1940
- Kōa Kōsinkyoku (興亜行進曲, Marche de l'Asie prospère?) : 1940
- Dase Ichioku no Sokojikara (出せ一億の底力, Montrer les forces potentielles de 100 millions de personnes?) : 1941
- Umi no Shingun (海の進軍, Anabase dans la mer?) : 1941
- Daitōa Kessen no Uta (大東亜決戦の歌, Chanson de la guerre de la grande Asie?) : 1942
- Kessen no Ōzora e (決戦の大空へ, Vers le grand ciel pour la guerre décisive?) : 1943
- Ginza Serenade (銀座セレナーデ?) : 1946
- Yume Awaki Tokyo (夢淡き東京, Faint Dreaming, Tokyo?) : 1947
- Asakusa no Uta (浅草の唄, Chanson d'Asakusa?) : 1947
- Aoi Sanmyaku (青い山脈, Chaîne de montagnes bleues?) : 1949
- Nagasaki no Kane (長崎の鐘, Les Cloches de Nagasaki?) : 1949
- Yama no Kanata ni (山のかなたに, Au-dessus de la montagne?) : 1950
- Nicholai no Kane (ニコライの鐘, Les cloches de Nicholai?, Cathédrale de la sainte résurrection) : 1951
- Oka wa Hanazakari (丘は花ざかり, La colline est recouverte de fleurs?) : 1952
- Radio Taisō no Uta (ラジオ体操の歌, Song for Radio Gymnastics?) : 1956 (compositeur)

## Prix et récompenses
- Médaille spéciale du mérite de la Croix-Rouge japonaise (1952)
- Prix NHK de la culture (1958)
- Social Education Merit Award (1959)
- Médaille d'honneur avec  ruban vermeil (1973)
- Prix spécial de l'industrie du disque japonaise (1974)
- Ordre du Trésor sacré, troisième classe, Rayons d'or avec ruban sautoir(29 avril 1982)
- Prix d'honneur de la nation. (28 mai 1992)
- Quatrième rang dans l'ordre de préséance (21 août 1993; à titre posthume)